# Biserica Sfântul Maximilian Maria Kolbe din Moara

Biserica romano-catolică din Moara.

Biserica "Sf. Maximilian Maria Kolbe" din Moara este o biserică romano-catolică construită în anul 1984 în satul Bulai din comuna Moara (județul Suceava). Ea se află în cimitirul catolic din localitatea Bulai.

## Comunitatea poloneză din Bulai
În anul 1775, ca urmare a atitudinii de neutralitate pe care a avut-o în timpul conflictului militar dintre Turcia și Rusia (1768-1774), Imperiul Habsburgic (Austria de astăzi) a primit o parte din teritoriul Moldovei de nord. Regiunea aceasta este bogată în fagi, de aici provenind și denumirea de Bucovina (Țara Fagilor) pe care i-au dat-o austriecii. 
Autoritățile austriece care administrau Bucovina au sprijinit stabilirea de coloniști alogeni pe teritoriul anexat de la Principatul Moldovei. Familii de coloniști polonezi s-au stabilit în satele Cacica (în 1791), Tereblecea, Crăsnișoara Veche și Caliceanca (în jurul anului 1803), Adâncata și Tereszna (în 1814-1819), Solonețu Nou (în 1834), Pleșa (în 1835) și Poiana Micului (în 1842). Ultimul val de coloniști polonezi din Bucovina a sosit în a doua jumătate a secolului al XIX-lea. Aceștia s-au stabilit pe teritoriile de astăzi ale cătunelor Bulai, Mihoveni și Vicșani (Ruda). 
La sfârșitul secolului al XIX-lea, a fost întemeiată colonia Bulai (în poloneză Bułaje) (aflată la 5 km nord de orașul Suceava, în apropiere de satul Moara Nica) de către agricultori polonezi sosiți în căutare de pământ și de condiții de viață mai bune, probabil după calamitățile din împrejurimile localității Rzeszów (Ropczyce și Kolbuszowa).
Nu se cunoaște numărul de familii care s-au așezat în Bulai. În lucrarea "Istoria polonezilor din Bucovina" (Cracovia, 1973), istoricul Emil Biedrzycki (1890-1975) preciza că în 1890 erau 122 polonezi în comuna Bosanci (din care făcea parte pe atunci colonia Bulai, dar și sate ca Mihoveni sau Liteni), pentru ca la recensământul austriac din 1910 numărul lor să fie de 275. Prima școală din Bulai a fost înființată în anul 1906, prin eforturile Societății Școlilor Populare din Cernăuți, având numai două clase. Ca învățători au fost în special polonezi.
În perioada interbelică, mai precis în perioada 1928-1930, locuitorii satului și-au construit propria școală pe un teren de peste 2 ha, care a fost donat de localnicul Franciszek Szczech. Conform datelor din recensământul general din decembrie 1930 în județul Suceava locuiau 3.311 etnici polonezi, în comuna Bosanci numărul polonezilor fiind de 602. 
După cel de-al doilea război mondial, 201 de persoane din Bulai au emigrat în Polonia. Școala din sat a fost desființată de autorități, iar clădirea este în prezent în proprietatea unui gospodar român. Elevii din Bulai au învățat la Școala generală din Moara Nica. În anul 1950 a fost înființată comuna Moara, în componența căreia a fost inclus și satul Bulai. La recensământul din 15 martie 1966 s-a constatat că în raionul Suceava locuiau 2.850 polonezi, dintre care în Bulai – 150, Moara Nică – 71, Mihoveni – 37, Frumoasa – 26, Sfântu Ilie – 18, Bosanci – 2 și Liteni – 1. 
Începând din anul 1992 copiii din Bulai au început să învețe din nou în limba poloneză, profesoarele de limba poloneză fiind trimise aici de Centrul de Perfecționare a Cadrelor Didactice din Varșovia.

## Istoricul bisericii

### Viața religioasă din Bulai până la construirea actualei biserici
După întemeierea coloniei Bulai, locuitorii polonezi participau la slujbele celebrate la Biserica romano-catolică din Suceava, de pastorația credincioșilor din Moara ocupându-se preoții Parohiei din Suceava. În perioada interbelică a fost construită pe malul lacului o capelă mică de lemn, unde se oficiau și slujbe religioase cu participarea credincioșilor din Suceava care, în anii '30 ai secolului al XX-lea, veneau aici în special la slujbele închinate Sfintei Maria.
Între anii 1925-1930, locuitorii din Bulai au strâns bani pentru construcția unei biserici și au adunat o parte din materialele de construcții. În acest scop, ei au obținut de la autoritățile laice un teren lângă școala generală. În anul 1932, s-a achiziționat un teren de la o familie din Ilișești cu scopul de a se organiza un cimitir catolic. Construcția bisericii era prevăzută să înceapă în anul 1931, dar neînțelegerile ivite între locuitorii din Bulai cu privire la amplasarea bisericii au dus la îngreunarea începerii construcției și apoi chiar la renunțarea la acest proiect. S-a reușit doar sfințirea locului de către pr. Otto Schmegner, parohul din Suceava (1934-1967). 
Izbucnirea celui de-al II-lea război mondial a dus la amânarea realizării acestui proiect, iar banii și materialele pregătite s-au pierdut. În anul 1967, pr. Johann Proschinger, proaspăt numit ca paroh de Suceava (1967-1990), a reaprins în locuitorii din Bulai dorința de a construi propria lor biserică. 15 ani mai târziu acest proiect va fi realizat, noua biserică amplasată fiind în cimitirul catolic.

### Biserica „Sf. Maximilian Kolbe”
Din cauza faptului că autoritățile laice din vremea regimului comunist nu acordau autorizații de construcție pentru biserici, pr. Johann Proschinger a făcut în 1981 o cerere doar pentru construirea unei capele în cimitirul catolic din Bulai. Primind autorizația de construcție, el a cumpărat materiale pentru construcția capelei cu fondurile parohiei din Suceava, precum și din donațiile celor ce îl cinstesc pe Sf. Anton de Padova. Lucrările de construcție au fost începute în primăvara anului 1982, fiind finalizate doi ani mai târziu.
Slujba de sfințire a capelei a fost celebrată la 7 august 1984 de către Mons. Petru Gherghel, „ordinarius ad nutum Sanctae Sedis cum munere administratoris apostolicis” al Episcopiei Romano-Catolice de Iași și viitor episcop de Iași. Cu acest prilej, biserica a primit hramul Sfântului Maximilian Maria Kolbe (1894-1941), preot polonez ucis în lagărul de concentrare de la Auschwitz și proclamat fericit în 1971 și apoi sfânt în 1982. 
După răsturnarea regimului comunist, locuitorii din Bulai au dorit să aibă propriul lor paroh. Biserica "Sf. Maximilian Maria Kolbe" din Moara a primit la 1 iulie 1995, prin decret episcopal, statutul de parohie. La acel moment, Parohia din Moara avea în îngrijire spirituală 75 de familii cu 320 credincioși. Ca paroh a fost numit preotul Jacek Strzelecki din Polonia, dar acesta a păstorit aici scurtă vreme, deoarece a fost numit paroh în Solonețu Nou și capelan al polonezilor bucovineni.  Ca urmare, pentru o perioadă, Parohia Moara a fost din nou subordonată administrativ Parohiei din Suceava.
La 1 septembrie 2008 a fost numit ca paroh de Moara preotul Iulian Ceobanu. Acesta a început construirea unei case parohiale, care a demarat la 13 aprilie 2009 cu o slujbă de binecuvântare celebrată de PS Aurel Percă, episcop auxiliar de Iași.
La invitația episcopului Petru Gherghel, arhiepiscopul polonez Józef Kowalczyk, nunțiu apostolic în Polonia, a vizitat, în perioada 29-31 mai 2009, comunitățile catolice din Suceava, Poiana Micului, Cacica, Solonețu Nou și Moara. În ultima zi a vizitei, la ora 18.30, el a celebrat sfânta Liturghie în biserica romano-catolică din Moara (Bulai). De asemenea, prin grija pr. Ionuț Strejac (secretar al Nunțiaturii Apostolice în Polonia), biserica a primit o relicvă cu moaștele Sfântului Maximilian Maria Kolbe. 
Construirea casei parohiale a fost finalizată în anul 2011 cu sprijinul financiar al binefăcătorilor din țară și din străinătate. De asemenea, în curtea bisericii a fost construit un altar în aer liber cu o mică grotă, în care a fost amplasată o statuetă a Maicii Domnului. La 13 august 2011, cu prilejul hramului bisericii, comunitatea catolică din Bulai-Moara a primit vizita episcopului Petru Gherghel, care a celebrat liturghia solemnă de hram. Alături de episcop au concelebrat pr. Iosif Păuleț (decan de Bucovina), pr. Marius Stanislav Bucevski (vicedecan de Bucovina), pr. Isidor Mocanu (poenitentiarius magnus al Episcopiei de Iași), pr. Iulian Ceobanu (parohul comunității din Moara) și mulți alți preoți. Episcopul a sfințit statueta Maicii Domnului din mica grotă aflată în curtea bisericii, precum și noua casă parohială. La acest eveniment a participat un mare număr de credincioși atât din comunitatea parohială, cât și oaspeți veniți din alte părți.
Din comunitatea romano-catolică din Moara provine preotul Jakub Snopkowski, SCJ (n. 26 iulie 1974, Moara), care a intrat ca novice în Congregația Preasfânta Inimă a lui Isus (12 iulie 1998), depunând voturile pe viață în 2004. A studiat la Seminarul din Stadniki (1999-2005), fiind sfințit preot la 28 mai 2005 în biserica parohială din Stadniki de către Jan Zając, episcop auxiliar de Cracovia. A activat ca preot la Romanov-Ucraina (2005-2007) și Zaporoje-Ucraina (2007-2008), vicar la Bełchatów (2008-2010) și preot la Sosnowiec (din iulie 2010).
În această biserică sunt celebrate zilnic liturghii.

## Preoți
La această biserică au slujit următorii preoți-parohi: 
- pr. Jacek Strzelecki (n. 1962, Białka Tatrzańska, Comuna Bukowina Tatrzańska, Voievodatul Polonia Mică, Polonia) - A fost sfințit preot în 1988. A păstorit comunitățile romano-catolice poloneze din România ca paroh la Bulai (1 iulie 1995-1996) și Solonețu Nou (1996-2001), apoi a activat ca paroh la Parohia Preasfintei Inimi a lui Isus din Rączna-Polonia (2007-).
- pr. Iulian Ceobanu (n. 5 decembrie 1977, Gherăești, județul Neamț) - A absolvit Școala generală de 8 clase la Gherăești (1992), Seminarul Liceal din Bacău (1996) și Institutul Teologic din Iași (2004). A fost sfințit preot la 29 iunie 2004 de către episcopul Petru Gherghel. A activat ca vicar la Gura Humorului (1 august 2004 - 1 septembrie 2008), apoi ca paroh la Moara (1 septembrie 2008 -).

## Imagini

Biserica romano-catolică din Moara
Biserica romano-catolică din Moara